# Stefan Härtel
Stefan Härtel (ur. 6 lutego 1988 w Lauchhammer) – niemiecki bokser, zawodowy mistrz Europy w kategorii superśredniej, olimpijczyk.

## Kariera amatorska
Jako bokser amatorski był medalistą mistrzostw unii europejskiej w 2008 oraz wojskowych igrzysk sportowych w roku 2007. W 2012 roku reprezentował Niemcy na igrzyskach w Londynie, dochodząc do ćwierćfinału.